# Marija Archipova
Marija Archipova (přechýleně Archipovová, rusky Мари́я Архипова) (* 9. ledna 1983 Moskva) je ruská zpěvačka, skladatelka a textařka pagan/metalové hudební skupiny Arkona. Marija je známá pod svým uměleckým jménem Маша Крик (s významem Maša Křík) a používá střídavě čistý zpěv a growling. Dříve byla členkou hudebních skupin Nargathrond, Ancestral Volkhves. V rusky psaných textech se zaměřuje na slovanské náboženství a vlastenectví. V osobním životě praktikuje Rodnověří. Je vdaná za kytaristu skupiny Arkona Sergeje "Lazara" Atraškeviče a má s ním dva syny.

## Diskografie

### Skupina Nargathrond
- 1999: Carnal Lust and Wolfen Hunger
- 2003: ... For We Blessed This World With Plagues
- 2005: Něizbežnosť (Неизбежность, Nevyhnutelnost)

### Skupina Arkona
- 2003: Rus (Demo)
- 2004: Vozrožděnije
- 2004: Lepta
- 2005: Vo slavu velikim!
- 2006: Žizň vo slavu (živě a DVD)
- 2007: Ot serdca k něbu
- 2009: Noč Velesova (DVD)
- 2009: Goj, Rodě, Goj!
- 2011: Stenka na stenku (EP)
- 2011: Slovo
- 2013: Decade of Glory (2x CD živě, výběr)
- 2014: Jav
- 2018: Khram